# Прилуки (Вельский район)
Прилуки — деревня в Вельском районе Архангельской области. Входит в состав муниципального образования «Судромское»

## География
Деревня расположена в 38 километрах на север от Вельска на федеральной автотрассе М8 «Холмогоры», на левом берегу реки Вага (приток Северной Двины). Ближайшие населённые пункты: на севере деревня Луневская, на юге деревня Ивановская
Часовой пояс
Прилуки, как и вся Архангельская область, находится в часовой зоне МСК (московское время). Смещение применяемого времени относительно UTC составляет +3:00.

## Население
| 2002 | 2010 | 2012 | 2014 |
| ---- | ---- | ---- | ---- |
| 86   | ↘69  | ↗81  | ↘76  |

## История
Указана в «Списке населённых мест по сведениям 1859 года» в составе Вельского уезда Вологодской губернии под номером «2280» как «Прилуцкая». Насчитывала 11 дворов, 58 жителей мужского пола и 56 женского.
В материалах оценочно-статистического исследования земель Вельского уезда упомянуто, что в 1900 году в административном отношении деревня входила в состав Судромского сельского общества Устьвельской волости. На момент переписи в селении Прилуцкое находилось 24 хозяйств, в которых проживало 81 житель мужского пола и 68 женского.